# 金国芬 (1933年)
金国芬（1933年11月—），女，江苏苏州人，中华人民共和国法语语言文学研究家，北京外国语学院教授。

## 生平
原籍江苏苏州吴县。1954年毕业于北京外国语学院法语系，1956年获硕士学位后留校任教。长期从事法语语言文学的教学和科研工作，代表性论著有《实用法语语音》等。

## 社会职务
- 北京市出国留学进修预备人员外语水平考试委员会副主任
- 全国法语教学大纲起草委员会顾问